# Boiler (canción)
«Boiler» —en español: «Caldera»— es una canción interpretada por la banda estadounidense Limp Bizkit. Fue lanzada como el quinto y último sencillo extraído de su álbum de 2000, Chocolate Starfish and the Hotdog Flavored Water, en julio de 2001.

## Video musical
El video de la canción fue dirigido por Dave Meyers y por el mismo Fred Durst, y filmado en Portugal.

## Lista de canciones
Maxisencillo
1. «Boiler» – 5:48
2. «Faith» – 2:28
3. «My Way» (DJ Premier Remix) – 4:38
4. «My Way» (P. Diddy Remix) – 4:30
5. «Boiler» (Video) – 5:01

## Posicionamiento en listas
| Lista (2001)                            | Mejor posición |
| --------------------------------------- | -------------- |
| Alemania (Media Control AG)             | 50             |
| Austria (Ö3 Austria Top 40)             | 44             |
| Estados Unidos (Mainstream Rock Tracks) | 30             |
| Irlanda (IRMA)                          | 24             |
| Italia (FIMI)                           | 54             |
| Países Bajos (Mega Single Top 100)      | 68             |
| Reino Unido (UK Singles Chart)          | 18             |
| Suiza (Schweizer Hitparade)             | 57             |